# Juniperus thurifera
Espèce
Statut de conservation UICN

 LC  : Préoccupation mineure
Répartition géographique
Le Genévrier thurifère ou Genévrier à encens (Juniperus thurifera) est une espèce d'arbres de la famille des Cupressacées. C'est une espèce très menacée de genévrier. Il est parfois appelé Cèdre d'Espagne, Genévrier à résine odorante, Genévrier d'Espagne ou Genévrier de France.

## Description
Le genévrier thurifère est un petit arbre de 3 à 12 mètres de haut,, à croissance très lente mais de grande longévité, à port compact. Étant donné les capacités remarquables de l'espèce, peu communes chez les résineux, de résistance aux agressions climatiques et mécaniques, et de régénération, les vieux individus peuvent avoir des formes très variées, extrêmement tortueuses ou buissonnantes. Une variété rampante a été signalée, notamment sur le site de Saint-Crépin.
Les feuilles sont de couleur vert bleuté en écailles ovales. C'est une espèce dioïque. Les fruits sont des galbules, de couleur pourpre à bleuâtre foncé à maturité, recouverts de pruine.
Le bois, très aromatique, d'où le nom de l'espèce, est pratiquement imputrescible. Il a été utilisé traditionnellement pour produire de l'encens, comme bois de chauffage, ou pour faire des piquets de vigne.

## Distribution
L'espèce est présente en Afrique du Nord, plus particulièrement dans le massif de l'Atlas (Algérie, Maroc, Tunisie) et dans le sud-ouest de l'Europe (France, Espagne, Portugal, Sardaigne). On trouve aussi le genévrier thurifère en Inde et plus particulièrement dans la région du Ladakh où il est utilisé pour fabriquer l'encens.
En France, où l'espèce reste rare malgré la protection et l'aménagement des sites répertoriés, on trouve quelques stations essentiellement dans le sud-est du pays, Provence, Dauphiné, ainsi qu'en Corse. La station de Marignac (Haute-Garonne), dans les Pyrénées centrales, a été durement éprouvée par un incendie provoqué par la foudre pendant l'été 2003. L'autre principale station en France est celle de Saint-Crépin (Hautes-Alpes), où l'espèce a été pour la première fois répertoriée en 1786 par le botaniste Dominique Villars. Dans cette station, un sentier aménagé permet de découvrir de nombreux individus âgés de plusieurs siècles, aux formes tourmentées. L'arbre le plus remarquable de Saint-Crépin, et sans doute de France, mesure plus de 7 mètres de circonférence, et son âge est estimé à environ 1000 ans.
Au Maroc, l'espèce est menacée par la surexploitation.

## Écologie
Le genévrier thurifère présente des capacités remarquables de résistance aux environnements hostiles. Il ne craint ni la sécheresse, ni le froid, et se contente d'un sol médiocre, voire totalement absent. On voit des individus en pleine santé pousser dans des fissures de rochers, ou sur des versants totalement secs. Par ailleurs, il se régénère très facilement s'il est coupé, brisé par le vent, les troupeaux ou les chutes de pierre, ou encore foudroyé. Sa forte teneur en essences aromatiques semble le protéger efficacement des attaques des insectes, champignons et autres parasites, mais l'un de ses principaux parasites est le Megastigmus thuriferana. Son seul point faible est sa croissance extrêmement lente, et sa faible distribution en France, par exemple, semble essentiellement liée à la concurrence d'espèces à croissance plus rapide comme le Chêne pubescent ou le Pin. Dans les stations où il est protégé de la concurrence par des coupes sélectives, les populations sont en bonne santé et plutôt en expansion. Bien sûr, comme pour toutes les espèces méditerranéennes, le feu reste une menace permanente.

## Étymologie
L'adjectif spécifique thurifera signifie littéralement « porte encens ».